# Герб Костопільського району
Герб Косто́пільського райо́ну — офіційний символ Костопільського району Рівненської області, затверджений рішенням Костопільської районної ради.

## Опис
Герб являє собою прямокутний геральдичний щит з півколом в основі, розділений на три рівні частини. Права — зелена, середня — червона, ліва — синя. В центральній малиновій розміщено золотий клин, який увінчує хрест.
Щит покладений на декоративний вохристий картуш. Його увінчує стилізована золота територіальна корона, яка вказує на приналежність герба саме району та характеризує його рослинність.

## Значення символіки
Кольори та елементи герба символізують: зелений — ліси, синій — річки, водойми, що символізують Поліську землю, золотий клин та хрест — символ Української повстанської армії, яка була створена в селі Гутвин Костопільського району. Червоний колір та хрест є і символами історичної Волинської землі, до якої здавна входить край.